# Масовно убиство у Великој Иванчи
Масовно убиство или покољ у Великој Иванчи догодио се ујутро 9. априла 2013. у селу Велика Иванча у општини Младеновац када је хицима из пиштоља убијено 13 људи. Починилац је шездесетогодишњи Љубиша Богдановић.

## Жртве
- Бранко Богдановић (42), Љубишин син
- Добрила Богдановић (83), Љубишина мајка
- Михајло Деспотовић (61), Љубишин рођак
- Милена Деспотовић (61), Михајлова жена
- Горан Деспотовић (23), Михајлов и Миленин унук
- Јована Деспотовић (21), Горанова жена
- Давид Деспотовић (2), Горанов и Јованин син
- Љубина Јешић (64), комшиница
- Милош Јешић (48), Љубинин син
- Велимир Мијаиловић (78), комшија
- Олга Мијаиловић (79), Велимирова жена
- Драгана Стекић (50), Љубишина рођака
- Даница Стекић (78), Драганина мајка

## Ток масакра
Љубиша је прво у својој кући убио осамдесеттрогодишњу мајку Добрилу и четрдесетдвогодишњег сина Бранка. Потом је провалио у суседну кућу породице Деспотовић где је побио свих пет чланова, укључујући двогодишњег Давида. Затим је убио по двоје чланова породица Јешић, Мијаиловић и Стекић. Ланчано убиство, које је трајало око пола сата, завршило је доласком полиције и покушајем починиоца да изврши самоубиство хицем у главу. На лицу места је убијено дванаесторо људи, а једна жртва је преминула у болници. Убица је, исто у болници, умро 11. априла 2013. године.

## Починилац
Љубиша Богдановић је рођен 5. априла 1953. у Великој Иванчи. Током детињства отац му је извршио самоубиство, те је њега и његовог брата Радмила васпитао деда Обрад, који их је тукао сваки пут када би починили неку грешку. Богдановић је заједно са сином Бранком радио у фабрици за прераду дрва у словеначком власништву, где су обојица 2012. добили отказ. Богдановић је за време рата у Хрватској 1991. служио четири и по месеца на славонском ратишту. Од 1981. има дозволу за ношење ватреног оружја.
Мотиви злочина су предмет спекулација. Комшије су Богдановића описали као мирног, али новинари су извештавали о томе да је злостављао породицу и да се са сином посвађао због тога што није одобравао његову везу са девојком. Други наводе историју душевних болести у породици Богдановићевих, па се наводе његов рођак и стриц, од којих је потоњи умро у душевној болници.

## Медијско покривање догађаја
У првој половини априла 2013. на електронском порталу Е-новине објављен је текст Срећан вам масакр, медијски домаћини!, у коме је представљен начин на који је овај догађај пропраћен у домаћим медијима. Као подршку тој критици сензационализма српских медија, вест је у неизмењеном облику 12. априла пренело Удружење новинара Србије (УНС).
Прво су представљени текстови објављени у Блицу, међу којима је и десет фактора ризика који који су довели до масакра у Великој Иванчи — насиље у породици, потиснута депресија, породични конфликти, посттрауматски стрес, самоубиство у породици, поремећај структуре личности, држање оружја у кући, скученост живота на селу, губитак посла и трауматично детињство.
Следећа анализа била је она текстова из новина Ало!, у којима је масакр представљен лошом срећом коју носи број 13 (трискаидекафобија). Убијено је 13 људи дана 9. априла (9+4=13) 2013. године. Тела жртава преузета су у 13 сати, а сахрана је била прекосутра у исто време. Наводно, ноћ пре догађаја Љубишина крмача се опрасила и на свет донела 13 прасића. Богдановић је умро у 13:58 (5+8=13). Исти таблоид је у вези са случајем интервјуисао астролога.
Претпоследњи представљен текст је онај из дневних новина Курир. То је заправо интервју са локалним попом. Свештеник тврди да су се у Велику Иванчу за време сеобе Срба у 17. веку доселила петорица калуђера. Они су у селу поставили темеље манастира који није саграђен до краја, а на којима су их из непознатих разлога чланови локалне породице Ристић убили. Због тога, променили су презиме у Николић и од тад је село као проклето. Поп тврди да га је Богдановић подсећао на тог Николића који се убио.
Последњи је текст електронског таблоида Телеграф, у ком уредници тврде да су пронашли девојку због које је масакр почињен, тј. због које су се отац Љубиша и син Бранко наводно посвађали. Од међународно познатих новинских агенција, вест су између осталих пренели и британски Телеграф, амерички Њујорк тајмс, британски Индепендент.